# トローン駅
トローン駅（トローンえき、タイ語:สถานีรถไฟตรอน ）は、タイ王国北部ウッタラディット県トローン郡にある、タイ国有鉄道北本線の駅である。

## 概要
トローン駅はタイ王国北部ウッタラディット県の人口約3万5千人が暮らすトローン郡にある。駅の正面側は東向きであり、ナーン川が駅正面側50m程の所を流れている。当駅は首都バンコクから469.86km地点にあり、快速列車利用で8時間40分程度である。 
二等駅であり1日当たり10列車（5往復）が発着する。その内訳は、快速列車3往復、普通列車2往復である。また当駅を含むロッブリー駅より終点チエンマイ駅までは、単線区間である。

## 歴史
1909年8月15日にチエンマイを目指し延伸工事を行っていた北本線は、バーンダーラー分岐駅より当駅を含むパントンプン駅までの区間が完成し、それに伴い当駅も開業した。
- 1909年8月15日【開業】バーンダーラー分岐駅 - パントンプン駅 (51.05km)

## 駅構造
単式及び島式1面の複合型ホーム2面2線をもつ地上駅であり、駅舎はホームに面している。